# Apetlahuacan
Apetlahuacan är en ort i Mexiko.   Den ligger i kommunen Zacualpan och delstaten Mexiko, i den södra delen av landet, 100 km sydväst om huvudstaden Mexico City. Apetlahuacan ligger 1 583 meter över havet och antalet invånare är 150.
Terrängen runt Apetlahuacan är huvudsakligen kuperad. Apetlahuacan ligger nere i en dal. Runt Apetlahuacan är det ganska tätbefolkat, med 75 invånare per kvadratkilometer. Närmaste större samhälle är Ixtapan de la Sal, 13,0 km nordost om Apetlahuacan. I omgivningarna runt Apetlahuacan växer huvudsakligen savannskog.